# アンサルド装甲車 (1925)
アンサルド装甲車（アンサルドそうこうしゃ、Ansaldo armored car）は1925年にアンサルドによって構築された装甲車のことである。

## デザイン
試製車輌のタレットには45mmの大砲を装備している。また、直径1,500 mmの車輪が四つ付いていた。

## 使用国
- イタリア